# Avatar: Music from the Motion Picture
Avatar: Music from the Motion Picture é a trilha sonora oficial do filme Avatar, lançado em dezembro de 2009.